# Sea Devil (U-Boot, 1945)
HMS Sea Devil (Kennung: P244) war ein U-Boot der britischen Royal Navy im Zweiten Weltkrieg und danach.

## Geschichte
Die Sea Devil (engl.: Seeteufel) war ein Boot des dritten Bauloses der erfolgreichen S-Klasse; dieses Baulos wird auch als Seraph-Klasse bezeichnet. Sie wurde am 5. Mai 1943 bei Scotts Shipbuilding and Engineering Company im westschottischen Greenock auf Kiel gelegt, lief am 30. Januar 1945 vom Stapel und wurde von der Royal Navy am 12. Mai 1945 in Dienst gestellt.
Das Boot blieb nach dem Krieg im aktiven Einsatz der Royal Navy. Es wurde am 4. Juni 1962 stillgelegt, am 15. Dezember 1962 zur Verschrottung verkauft und anschließend in Newhaven abgebrochen.
Die Sea Devil war das letzte von der Royal Navy eingesetzte U-Boot der S-Klasse. Die portugiesische und israelische Marine setzten Boote der Klasse noch bis zu Beginn der 1970er Jahre ein.